# Michał I Basarab
Michał I (rum. Mihail I) – hospodar wołoski w latach 1418–1420 z dynastii Basarabów.
Był synem Mirczy Starego z jego małżeństwa z Marą. Objął tron wołoski w 1418 po śmierci swego ojca. Wobec zagrożenia osmańskiego porzucił bezużyteczny w tej sytuacji antywęgierski sojusz z Polską i uzyskał pomoc węgierską (najprawdopodobniej za cenę utraty okręgu Severin). W 1419 dzięki wsparciu węgierskiemu udało się Michałowi odeprzeć kilka ataków tureckich. Jednak już rok później, w 1420 Wołoszczyznę spustoszył ogromny najazd turecki w czasie którego Michał najprawdopodobniej poległ.

## Literatura
- J. Demel: Historia Rumunii. Wrocław – Warszawa – Kraków: Zakład Narodowy im. Ossolińskich – Wydawnictwo, 1970, s. 120.
- J. Rajman: Encyklopedia średniowiecza. Kraków: Wydawnictwo Zielona Sowa, 2006, s. 635. ISBN 83-7435-263-9.